# Cornelius A. Smith
Pour les articles homonymes, voir Smith.
Sir Cornelius Alvin Smith, né le 7 avril 1937,,, est un homme politique bahaméen. Il est gouverneur général de 2019 à 2023.

## Biographie
En 2008, Cornelius A. Smith est ambassadeur aux États-Unis. Il a également été ministre des Transports et de l'Aviation des Bahamas,.   
En 2018, il prête serment en tant que vice-gouverneur général. Il est gouverneur général du 28 juin 2019 au 1er septembre 2023.

## Distinctions
- Ordre de Saint-Michel et Saint-Georges[8]